# Water Polo Arena
Water Polo Arena - tymczasowy obiekt sportowy zlokalizowany w Parku Olimpijskim w Londynie, składający się z basenu do piłki wodnej oraz otaczających go trybun na 5 tysięcy widzów. Arena była miejscem obu (męskiego i żeńskiego) turniejów piłki wodnej podczas Letnich Igrzysk Olimpijskich 2012. Po igrzyskach planowana jest jej rozbiórka, zaś jej elementy konstrukcyjne mają być ponownie wykorzystane przy budowie innych obiektów. 